# Nekrolog 1992
Nekrolog
◄◄
| ◄
| 1988
| 1989
| 1990
| 1991
| 1992 | 1993 | 1994 | 1995 | 1996 | ► | ►►
1. Quartal |
2. Quartal |
3. Quartal |
4. Quartal 
Weitere Ereignisse | Allgemeiner Nekrolog 1992
Die Beschreibung der verstorbenen Person sollte so kurz wie möglich gehalten sein und nur deren signifikante Tätigkeit(en) enthalten.
Neue Namen ggf. auch unter dem Geburts- und Sterbedatum, also etwa unter 1. Januar und im Geburts- und Sterbejahr (2024) eintragen (nur bei entsprechender großer Wichtigkeit). Für Beispiele siehe die schon vorhandenen Artikel.
Außerdem über die fünf zuletzt Verstorbenen, zu denen es einen ausreichend guten Artikel für eine Präsentation auf der Hauptseite gibt, nach der todesbedingten Überarbeitung der Artikel ggf. auch unter Wikipedia Diskussion:Hauptseite informieren und sie am besten auch in den anderen Wikipedia-Sprachversionen eintragen. Tipp: Regelmäßig bei news.google.de nach „ist tot“, „gestorben“ oder „verstorben“ suchen.
Wenn eine Person gestorben ist, gibt es viele Seiten zu dieser Person in der Wikipedia, die davon auch betroffen sind und entsprechend aktualisiert werden müssen. Beispiele: Namenübersichtsseite, Geburtsjahr, Geburtsort-Seiten und viele mehr.
Wie finde ich die betroffenen Seiten?
Im Suchfeld auf der linken Seite gibt man den Suchbegriff so ein: „Vorname Nachname“. Dann klickt man auf Volltext und alle Seiten mit entsprechendem Suchtext werden aufgerufen. Hier sieht man dann schnell, wo auch das Todesjahr Sinn macht oder sogar ein Teil des Artikels angepasst werden muss. Auch hilft das „Werkzeug“ auf der linken Seite sehr gut, um solche Seiten aufzufinden: „Links auf diese Seite“. Somit ist die Wikipedia wieder aktuell in allen Bereichen! Hinweis: bei Eintragung der Kategorie „Gestorben JAHR“ wird der Missbrauchsfilter 49 ausgelöst, was jedoch nicht schlimm ist. Siehe: Spezial:Missbrauchsfilter/49
Dies ist eine Liste von im Jahr 1992 verstorbenen bekannten Persönlichkeiten. Die Einträge erfolgen innerhalb der einzelnen Daten alphabetisch sortiert. Tiere sind im Nekrolog für Tiere zu finden.
Die Liste ist nach Quartalen aufgeteilt:
- Nekrolog 1. Quartal 1992: Januar, Februar und März
- Nekrolog 2. Quartal 1992: April, Mai und Juni
- Nekrolog 3. Quartal 1992: Juli, August und September
- Nekrolog 4. Quartal 1992: Oktober, November und Dezember

## Datum unbekannt
| Bel Abbey                              | US-amerikanischer Indianerforscher und Volkskundler                                                    |  |
| Harry Åhman                            | schwedischer Fernschachmeister                                                                         |  |
| Percy Benjamin Allen                   | neuseeländischer Politiker                                                                             |  |
| Rolf Andiel                            | deutscher Maler, Grafiker und Zeichner                                                                 |  |
| Helmut Angermeyer                      | deutscher Theologe und Professor                                                                       |  |
| Paul Arnold                            | französischer Schriftsteller und Theaterhistoriker                                                     |  |
| Baschir al-Azma                        | syrischer Arzt und Ministerpräsident                                                                   |  |
| Vojin Bakić                            | jugoslawischer Bildhauer                                                                               |  |
| Ulrich Baudach                         | deutscher Kirchenmusiker                                                                               |  |
| Beritan                                | kurdische Kämpferin der PKK, als Märtyrer verehrt                                                      |  |
| Ted Best                               | australischer Sprinter                                                                                 |  |
| Ardhendu Bhattacharya                  | indischer Filmregisseur                                                                                |  |
| Lina Bo Bardi                          | brasilianische Architektin und Designerin                                                              |  |
| Gert Bastian                           | deutscher General und Politiker (Die Grünen), MdB                                                      |  |
| Walter Beck                            | Schweizer Turner                                                                                       |  |
| Pierre Boffin                          | deutsch-französischer Maler                                                                            |  |
| Werner Bosch                           | deutscher Orgelbauer                                                                                   |  |
| Oene Bottema                           | niederländischer Mathematiker                                                                          |  |
| Ludwig Breit                           | deutscher Ingenieur und Unternehmer                                                                    |  |
| Marie Luise Bulst-Thiele               | deutsche Historikerin                                                                                  |  |
| William Burkhard                       | Schweizer Schriftsteller und Gründer der Internationalen Atheistenpartei                               |  |
| Lotte Bust                             | deutsche antifaschistische Widerstandskämpferin, Funktionärin (SED)                                    |  |
| Walentina Chetagurowa                  | sowjetische bzw. russische Komsomol-Aktivistin                                                         |  |
| Karl Conrath                           | deutscher Heimatschriftsteller                                                                         |  |
| Greville Cooke                         | englischer Komponist und Musikpädagoge                                                                 |  |
| Harold B. Cousins                      | US-amerikanischer Bildhauer                                                                            |  |
| Georges Couton                         | französischer Romanist und Literaturwissenschaftler                                                    |  |
| Ulrich Crämer                          | deutscher Historiker                                                                                   |  |
| Chuck Crate                            | kanadischer Faschist und Führer der Canadian Union of Fascists                                         |  |
| Keith Cummings                         | australischer Bratschist                                                                               |  |
| Bernard Daillencourt                   | französischer Kameramann                                                                               |  |
| Dimitar Danailow                       | bulgarischer Schriftsteller                                                                            |  |
| Ann Davison                            | britische Seglerin                                                                                     |  |
| Aurel Duca                             | rumänischer Politiker (PCR) und Botschafter                                                            |  |
| Nina Dudarowa                          | sowjetische bzw. russische Dichterin und Übersetzerin                                                  |  |
| Walter Fick                            | deutscher Internist und Schriftsteller                                                                 |  |
| César Franchisena                      | argentinischer Komponist und Musikpädagoge                                                             |  |
| Otto Friebel                           | deutscher Schauspieler                                                                                 |  |
| Annemarie Fromme-Bechem                | deutsche Kinder- und Jugendbuchautorin                                                                 |  |
| Hans Joachim Fuchs                     | deutscher Unternehmer                                                                                  |  |
| Franz Fuchsberger                      | österreichischer Fußballspieler                                                                        |  |
| Chiqui de la Fuente                    | spanischer Comiczeichner und Verleger                                                                  |  |
| Fukushima Tetsuji                      | japanischer Manga-Zeichner                                                                             |  |
| Horst Carlos Fuldner                   | argentinisch-deutscher SS-Hauptsturmführer; NS-Agent in Argentinien; Schlüsselfigur der NS-Fluchthilfe |  |
| Florian Furtwängler                    | deutscher Filmregisseur                                                                                |  |
| Emil Gehrer                            | österreichischer Bildhauer                                                                             |  |
| Pierre-André Gloor                     | Schweizer Psychiater, Psychoanalytiker, Sexualwissenschaftler und Anthropologe                         |  |
| Hamed Gohar                            | ägyptischer Meereswissenschaftler und Pionier der Meeresforschung                                      |  |
| Betty Grace                            | englische Badmintonspielerin                                                                           |  |
| Georgi Sawwitsch Grammatikopulo        | sowjetischer Fußballspieler und -trainer                                                               |  |
| Günter Grünwald                        | deutscher Radsportler                                                                                  |  |
| Leopold Grünwald                       | österreichischer Publizist                                                                             |  |
| Dmitri Andrejewitsch Gudkow            | russischer Mathematiker                                                                                |  |
| Arthur Guirdham                        | englischer Arzt und Psychiater und literarischer Autor                                                 |  |
| David Heinz Gumbel                     | israelischer Silberschmied                                                                             |  |
| Gerhart Gunderam                       | deutscher Schachtheoretiker                                                                            |  |
| Hildegard Hansche                      | deutsche Lehrerin und Pazifistin                                                                       |  |
| Elfriede Hengstenberg                  | deutsche Pädagogin                                                                                     |  |
| Kurt Hennig                            | deutscher evangelischer Theologe                                                                       |  |
| Max Heyna                              | deutscher General                                                                                      |  |
| Hans Hofmeyer                          | deutscher Jurist                                                                                       |  |
| Walter Hohlweg                         | österreichischer Endokrinologe                                                                         |  |
| Erlefried Hoppe                        | deutscher Bildhauer                                                                                    |  |
| Carolus Horn                           | deutscher Werbegrafiker                                                                                |  |
| Ernest Hosler                          | britischer Filmeditor                                                                                  |  |
| Siegfried Hotzel                       | deutscher Wehrmachtspfarrer, Gemeindepfarrer und Autor                                                 |  |
| Heinz Hülsmann                         | deutscher Philosoph                                                                                    |  |
| Margub Timergalijewitsch Ischakow      | tatarischer Generalmajor der Chinesischen Volksbefreiungsarmee                                         |  |
| Many Jost                              | deutsche Malerin und Politikerin                                                                       |  |
| H. W. Katz                             | österreichischer Schriftsteller und Journalist                                                         |  |
| Petra Kelly                            | deutsche Politikerin (Die Grünen), MdB, Friedensaktivistin und Gründungsmitglied der Partei Die Grünen |  |
| Kurt Kipfer                            | Schweizer Arzt und Politiker (SP)                                                                      |  |
| Reinhold Klebe                         | deutscher Militär, Offizier der Gebirgstruppe der Wehrmacht und ein Stabsoffizier der Bundeswehr       |  |
| Albert Kleemaier                       | deutscher Bergsteiger und Kletterer                                                                    |  |
| August Klobes                          | deutscher Diplomat                                                                                     |  |
| Hans P. Koellmann                      | deutscher Architekt, Hochschullehrer                                                                   |  |
| Willy Köhler                           | deutscher Geschäftsführer                                                                              |  |
| Imre König                             | ungarisch-jugoslawisch-englisch-amerikanischer Schachspieler                                           |  |
| Karl-Hermann Körner                    | deutscher Romanist                                                                                     |  |
| Cyrill von Korvin-Krasinski            | deutscher Theologe und Religionswissenschaftler                                                        |  |
| Andreas von Koskull                    | deutsch-baltischer SS-Standartenführer und Kriegsverbrecher                                            |  |
| Karl Kossol                            | deutscher Politiker                                                                                    |  |
| Andreas Kovac-Zemen                    | deutscher Schauspieler                                                                                 |  |
| Ernst Kreetz                           | deutscher Bildhauer und Stuckateur                                                                     |  |
| Rudolf Kriesch                         | österreichischer Maler                                                                                 |  |
| Johann Krüger                          | niederländischer Volapükist                                                                            |  |
| Karl-Heinz Krumm                       | deutscher Journalist                                                                                   |  |
| Vojtěch Kubašta                        | tschechischer Architekt und Maler                                                                      |  |
| Rudolf Kühnhold                        | deutscher Physiker                                                                                     |  |
| Hilda Kuper                            | simbabwische Anthropologin                                                                             |  |
| Vincent LaDuke                         | US-amerikanischer Medizinmann der Anishinabe-Indianer                                                  |  |
| Maria Landrock                         | deutsche Schauspielerin und Synchronsprecherin                                                         |  |
| Ernst Langlotz                         | deutscher Fußballspieler                                                                               |  |
| Doghmi Larbi                           | marokkanischer Schauspieler                                                                            |  |
| Bernd Lau                              | deutscher Hörspielregisseur                                                                            |  |
| Jerzy Lerski                           | polnisch-amerikanischer Jurist, Politologe und Historiker                                              |  |
| Christopher Lewis                      | kanadischer Musikwissenschaftler                                                                       |  |
| Luigi Losito                           | italienischer Maler und Hochschulprofessor                                                             |  |
| Heinz-Rolf Lückert                     | deutscher Psychologe und Hochschullehrer                                                               |  |
| Georg Lücking                          | deutscher Bauingenieur und Verbandsfunktionär                                                          |  |
| Herbert Lungwitz                       | deutscher Bildhauer                                                                                    |  |
| Gertrud Mahnke                         | deutsche Gewerkschafterin                                                                              |  |
| Felix Markham                          | britischer Historiker                                                                                  |  |
| Eva Michaelis-Stern                    | deutsch-israelische Sozialarbeiterin                                                                   |  |
| Melitta Mitscherlich                   | deutsche Medizinerin, Pionierin der Psychosomatik                                                      |  |
| Jean Monestier                         | französischer Romanist und Okzitanist                                                                  |  |
| Helmut Mönkemeyer                      | deutscher Musikpädagoge und Herausgeber                                                                |  |
| Franco Montemurro                      | italienischer Regieassistent und Filmregisseur                                                         |  |
| Moonshine Kate                         | US-amerikanische Country-Musikerin                                                                     |  |
| Clementina Carneiro de Moura           | portugiesische Malerin                                                                                 |  |
| Daniel Moyano                          | argentinischer Schriftsteller                                                                          |  |
| Peter Mumford                          | britischer Theologe; Bischof von Truro                                                                 |  |
| Johann Navratil                        | österreichischer Chirurg                                                                               |  |
| Adolf Negatsch                         | deutscher Politiker                                                                                    |  |
| Hans Oliva-Hagen                       | deutscher Drehbuchautor                                                                                |  |
| Gerald Oshita                          | amerikanischer Jazz- und Improvisationsmusiker, Komponist und Tontechniker                             |  |
| Emil Östreicher                        | ungarischer Fußballfunktionär                                                                          |  |
| Peter Pallat                           | deutscher Spieleautor und Architekt                                                                    |  |
| Yoram Paporisz                         | deutsch-israelischer Komponist                                                                         |  |
| John Pearce                            | australischer Tennisspieler                                                                            |  |
| Charles Pellat                         | französischer Arabist und Lexikograph                                                                  |  |
| Theo Persson                           | deutscher Fußballspieler                                                                               |  |
| Edmund Pesch                           | deutscher Journalist und Feuilletonist                                                                 |  |
| Prosper Poswick                        | belgischer Botschafter                                                                                 |  |
| Raymond Poulton                        | britischer Filmeditor                                                                                  |  |
| Ron Powell                             | englischer Fußballtorwart                                                                              |  |
| Paul Reiber                            | deutscher Ringer                                                                                       |  |
| Mavis Rivers                           | samoanische Sängerin                                                                                   |  |
| Basil Robinson                         | jamaikanischer Polizeichef                                                                             |  |
| Wanda Rutkiewicz                       | polnische Bergsteigerin                                                                                |  |
| Mary S. Rosenberg                      | US-amerikanische Verlegerin und Publizistin                                                            |  |
| David H. Rosenthal                     | US-amerikanischer Übersetzer und Dichter                                                               |  |
| Christa Rossenbach                     | deutsche Schauspielerin und Synchronsprecherin                                                         |  |
| Glacho Sacharowi                       | georgischer Sänger                                                                                     |  |
| Manus Sasonkin                         | US-amerikanischer Komponist, Cembalist, Pianist, Dirigent, Musikwissenschaftler und -pädagoge          |  |
| Rudolf Schmidt (Maler, 1902)           | deutscher Maler, Grafiker und Zeichner                                                                 |  |
| Gisela Schneider-Herrmann              | deutsch-niederländische Klassische Archäologin                                                         |  |
| Edmund Schuitz                         | deutscher Künstler                                                                                     |  |
| Godehard Schwethelm                    | deutscher Architekt                                                                                    |  |
| Sisto Scilligo                         | italienischer Skisportler                                                                              |  |
| Humberto Selvetti                      | argentinischer Gewichtheber                                                                            |  |
| Jesse Lowen Shearer                    | US-amerikanischer Hochschullehrer und Ingenieur                                                        |  |
| Nikolai Nikolajewitsch Sidelnikow      | russischer Komponist                                                                                   |  |
| Karl Simonsson                         | schwedischer Fußballspieler                                                                            |  |
| Baptista Siqueira                      | brasilianischer Musikwissenschaftler und Komponist                                                     |  |
| Wjatscheslaw Semjonowitsch Skomorochow | sowjetischer Leichtathlet                                                                              |  |
| Harry Spindler                         | deutscher Diplomat, Botschafter der DDR                                                                |  |
| Wolfgang H. Staehle                    | deutscher Hochschullehrer, Professor für Betriebswirtschaftslehre                                      |  |
| Heinz Standenat                        | österreichischer Diplomat                                                                              |  |
| Gerda Stern                            | deutsche Redakteurin und KPD-Funktionärin                                                              |  |
| Harold Langmead Taylor Taswell         | südafrikanischer Botschafter                                                                           |  |
| Anya Teixeira                          | britische Fotografin und Fotojournalistin ukrainischer Herkunft                                        |  |
| Herbert Thiele                         | deutscher KZ-Häftling, Widerstandskämpfer gegen das NS-Regime                                          |  |
| Joachim von Ulmann                     | deutscher Autor, Synchronsprecher und Schauspieler                                                     |  |
| François Vignole                       | französischer Skirennläufer                                                                            |  |
| Erna Wagner-Hehmke                     | deutsche Fotografin                                                                                    |  |
| Robert Walker                          | US-amerikanischer Mathematiker                                                                         |  |
| Henry Wallman                          | US-amerikanischer Mathematiker                                                                         |  |
| Hans Maria Wellen                      | deutscher Komponist                                                                                    |  |
| Gerhard Wind                           | deutscher Maler und Grafiker                                                                           |  |
| Georg Wulffius                         | deutscher Journalist                                                                                   |  |
| Bruno Würtz                            | Intendant des Deutschen Staatstheaters Temeswar                                                        |  |
| Nurettin Zafer                         | türkischer Ringer                                                                                      |  |
| Renate Zillessen                       | deutsche Schauspielerin                                                                                |  |
| Willy Zinkahn                          | deutscher Ministerialbeamter und Experte für Bauplanungsrecht                                          |  |